# SpVgg 그로이터 퓌르트 II
SpVgg 그로이터 퓌르트 II(SpVgg Greuther Fürth II)는 바이에른의 퓌르트를 연고지로 하는 독일의 축구 클럽 SpVgg 그로이터 퓌르트의 리저브팀이다.
2008년부터 4부 레기오날리가 쥐드에  소속되어 참여하고 있다.
팀은 1군과 2군에 23세 이하 선수를 기용하는 규정이 덜 엄격해 23세 이하 팀으로  주로 경기를 펼친다.

## 선수 명단

### 현역
참고: FIFA 자격 규정에 따라 소속된 국가대표팀 국기를 표시합니다. 선수는 복수의 FIFA 비회원국 국적을 가지고 있을 수 있습니다.
| 번호 | 포지션 | 국적 | 이름 |
| ---- | ------ | ---- | ---- |

| 번호 | 포지션 | 국적 | 이름          |
| ---- | ------ | ---- | ------------- |
| -    | MF     |      | 다니엘 아들룽 |
| -    | FW     |      | 마린 흐르고타 |